# علی باستانی
علی باستانی (زاده ۹ مرداد ۱۳۰۳ در بابل – درگذشته ۲۲ آذر ۱۳۹۸ در بابل) روزنامه‌نگار ایرانی و از اثرگذارترین چهره‌های مطبوعات در دهه‌های ۱۳۴۰ و ۱۳۵۰ خورشیدی در ایران بود. او علاوه بر نقش فعالی که در دوران افزایش ناگهانی قیمت نفت در سال‌های پیش از انقلاب داشت از پایه‌گذاران و خبرنگاران سندیکای نویسندگان و خبرنگاران مطبوعات ایران بود.
او سال‌ها خبرنگار حوزه نفت، معاون سردبیر روزنامه اطلاعات و دبیر سندیکای نویسندگان و خبرنگاران مطبوعات ایران بود. ساخت مجموعه مسکونی اعضای این سندیکا با نام کوی نویسندگان (تهران‌ویلا) در اوایل دهه ۱۳۵۰ (خورشیدی) حاصل روابط نزدیک او با نخست‌وزیر وقت امیرعباس هویدا است. او از نخستین روزنامه‌نگارانی بود که پس از انقلاب ۱۳۵۷ ایران از کار برکنار شد.

## زندگی
علی باستانی در ۹ مرداد ۱۳۰۳ در بابل چشم به جهان گشود. تحصیلات دبستان را در زادگاهش گذراند و در همان‌جا به سازمان جوانان حزب توده ایران پیوست. دانشسرای مقدماتی را طی کرد و آموزگار شد. او در بخش‌های فرهنگی حزب توده کار می‌کرد و آموزش کارهای جمعی و سندیکایی یکی از اصلی‌ترین دلمشغولی‌های او بود. از همین رو با غیرقانونی شدن حزب توده در بهمن ۱۳۲۷ به تهران رفت و پنهانی کار می‌کرد. علی باستانی تا سال ۱۳۳۲ که فرمانداری نظامی و عملیات پیگرد توده‌ای‌ها شکل گرفت و مازندران برایش ناامن بود در تهران ماند.
علی باستانی که در فعالیت‌های اجتماعی و سیاسی، همسر خود آذر علامه‌زاده را هم در کنار خود داشت، در همان حال در سال ۱۳۳۶ به معرفی یکی از بستگانش به مؤسسه اطلاعات رفت و مورد توجه عباس مسعودی بنیان‌گذار این مؤسسه قرار گرفت و خیلی زود به عنوان خبرنگار پارلمانی منصوب شد. سپس به بخش اقتصادی منتقل شد و از آن جا به خبرنگاری حوزه نفت منصوب شد.
در همه مدت این فعالیت‌ها، علی باستانی با پیگرد مأموران امنیتی زمان روبرو بود. عباس مسعودی روزگاری در تشریح سختی‌های حرفه روزنامه‌نگاری در جمع کارکنان مؤسسه گفت روزگاری بود که هر روز به من خبر می‌دادند که مأموران برای جلب یکی از خبرنگاران یا کارگران یا دبیران آمده‌اند. مأموران امنیتی وقت (اطلاعات شهربانی ـ رکن دوم ستاد ارتش ـ فرمانداری نظامی) چند بار برای دستگیری علی باستانی به تحریریه اطلاعات هجوم بردند. باستانی و همسرش با وضعیتی که بر ایران دهه‌های ۱۳۲۰ و ۱۳۳۰ مستولی بود مبارزه می‌کردند.

## آشنایی با هویدا
در کار تازه در مؤسسه اطلاعات، باستانی هر روز با روابط عمومی شرکت نفت کار داشت و به دنبال آن با امیرعباس هویدا آشنا شد. این آشنایی به دوستی نزدیک انجامید که تا سال ۱۳۵۷ ادامه داشت. در بیشتر سفرهای داخلی و خارجی هویدا - در مقام وزیر دارایی یا نخست‌وزیر- علی باستانی وی را همراهی می‌کرد.
انوشیروان کیهانی‌زاده در شرح حالی از علی باستانی نوشته: «شخصیت باستانی به قدری قوی بود که مقامات دولتی وقت از نخست‌وزیر تا مدیران کل خواستار جلب دوستی‌اش بودند و از برخورد با او حذر داشتند و همین وضعیت روزنامه‌نگاران را از تعرض دولت مصون می‌ساخت زیرا که در هر تعرضی، علی باستانی مدافع اصلی و حلال مسائل بود.»

## سندیکای نویسندگان و روزنامه‌نگاران
علی باستانی که از ابتدای جوانی هوادار ایجاد اتحادیه و سندیکا و چنین تشکلهایی بوده به همراه تنی چند از روزنامه‌نگاران وقت در اوایل دهه ۱۳۴۰ خورشیدی سندیکای نویسندگان و خبرنگاران را تأسیس کردند که نقش بزرگی را در روزنامه‌نگاری ایران و دفاع صنفی از حقوق اهل این حرفه ایفا کرد. وی که در سازمان دهی این تنها نهاد دمکراتیک آن زمان سهم بزرگی داشت، در این سندیکا چند بار با رای اعضاء به مقام رسید.

## روزنامه‌نگاری حرفه‌ای
باستانی از تأسیس سندیکا تا سال ۱۳۵۷ همواره از موثرترین و رهگشاترین اعضای سندیکا بود و حل اختلافات مدام درون سندیکا یا اعضای آن با مدیران مطبوعاتی، با تدبیر وی ممکن می‌شد تا سرانجام در اعتصاب دوران انقلاب، در حالی که تفاوت آرا و هیجان زدگی دوران، به مخالفت‌های درونی شدت بخشیده بود و گروه‌های سیاسی، به ویژه هواداران انقلاب اسلامی، سعی فراوان برای به زیر تسلط درآوردن سندیکا به عنوان یکی از مهم‌ترین ارکان‌های سیاسی وقت، داشتند، خردمندی کسانی مانند باستانی، استقلال این جمع حرفه‌ای را ضامن شد.
علی باستانی در عالم حرفه‌ای مقاله نمی‌نوشت، علاقه‌ای به نوشتن تحلیل سیاسی نداشت اما در زمینه اقتصادی متبحر بود. گزارشگری در محدوده نفت، نقطه توجه و تاکیدش بود. در کنفرانس مطبوعاتی محمدرضا پهلوی در پایان اجلاس وزیران اوپک در تهران در سال ۱۳۵۲ که به غوغای جهانی و تغییر سرنوشت بسیاری از کشورهای نفت خیز و منطقه خاورمیانه انجامید، پاسخ به پرسش علی باستانی را پادشاه با این جمله آغاز کرد: پرسشی که نشان دهنده آنست که شما کاملاً شرایط را درک می‌کنید.

## انقلاب ۱۳۵۷ و پس از آن
در سال ۱۳۵۷ علی باستانی از مبتکران اعتصاب ۶۲ روزه روزنامه‌نگاران بود که به پیروزی انقلاب کمک کرد. فرمانداری نظامی او را دو بار دستگیر کرد و در شهریور ۱۳۵۷ به زندان افتاد. اما پس از ۲۲ بهمن که نظام اداره کشور تغییر کرد و روزنامه اطلاعات به تصرف انقلابیون درآمد او نخستین خبرنگاری بود که برکنار شد. او پس از سفری چندماهه به لندن، با همه اصرار همکارانش به تهران برگشت و دستگیر شد و به جرم دوستی با امیرعباس هویدا به دریافت حکم‌های سنگین تهدید شد. اما سرانجام وقتی از زندان اوین به درآمد که دیگر خیال حضور در مطبوعات و نوشتار را از سر بیرون کرده بود.

## تهران ویلا
کمک علی باستانی بود که مجتمع کوی نویسندگان در منطقه تهران ویلا در غرب تهران به وجود آمد. او از کم‌شمار روزنامه‌نگاران قدیمی بود که سال‌ها به زندگی در این کوی ادامه داد که نشانه وفاداری و علاقه او به روزنامه‌نگاری و دیدار همکاران و زندگی در مجاورت و حال و هوای آنان است.

## درگذشت
علی باستانی ده سال پایانی عمر خود را با ابتلا به بیماری آلزایمر در زادگاهش بابل گذراند، و کوتاه مدتی پس از مرگ همسرش آذر علامه‌زاده (زاده ۱۳۰۹–درگذشته ۱۳۹۸) شاعر و کنشگر اجتماعی، در ۲۲ آذر ماه ۱۳۹۸ در بابل درگذشت.